# Ana Cruz Kayne
Ana Cruz Kayne (* 28. April 1984 in New Haven, Connecticut) ist eine US-amerikanische Filmschauspielerin.

## Leben
Ana Cruz Kayne studierte Neurowissenschaften und italienische Literatur am Barnard College in New York City. Seit 2006 spielt sie in Filmen und Fernsehserien-Episoden, überwiegend in kleinen Nebenrollen. 2023 spielte sie die „Richterin-Barbie“ in der Barbie-Realverfilmung sowie als „Brianna Ortiz“ in der Miniserie Painkiller.

## Filmografie (Auswahl)
- 2009: Rescue Me (Fernsehserie, 2 Folgen)
- 2009: Uncertainty – Kopf oder Zahl (Uncertainty)
- 2010: Art House
- 2010: Louie (Fernsehserie, Folge 1x07)
- 2011: Another Earth
- 2015: Beatbox
- 2016: A Woman, a Part
- 2016: The Creek When He Came Back
- 2017: Blue Bloods – Crime Scene New York (Fernsehserie, Folge 7x12)
- 2017: Bull (Fernsehserie, Folge 1x16)
- 2019: Depraved
- 2019: Anya
- 2019: Little Women
- 2019: The Enemy Within (Fernsehserie, 2 Folgen)
- 2022: Susie Searches
- 2022: Jerry und Marge – Die Lottoprofis (Jerry & Marge Go Large)
- 2022: Partner Track (Fernsehserie, 2 Folgen)
- 2023: Barbie
- 2023: Painkiller (Miniserie, 6 Folgen)